# Piper reductipes
Piper reductipes är en pepparväxtart som beskrevs av William Trelease. Piper reductipes ingår i släktet Piper och familjen pepparväxter.

## Underarter
Arten delas in i följande underarter:
- P. r. amplum
- P. r. stenostachys